# Jia Yifan

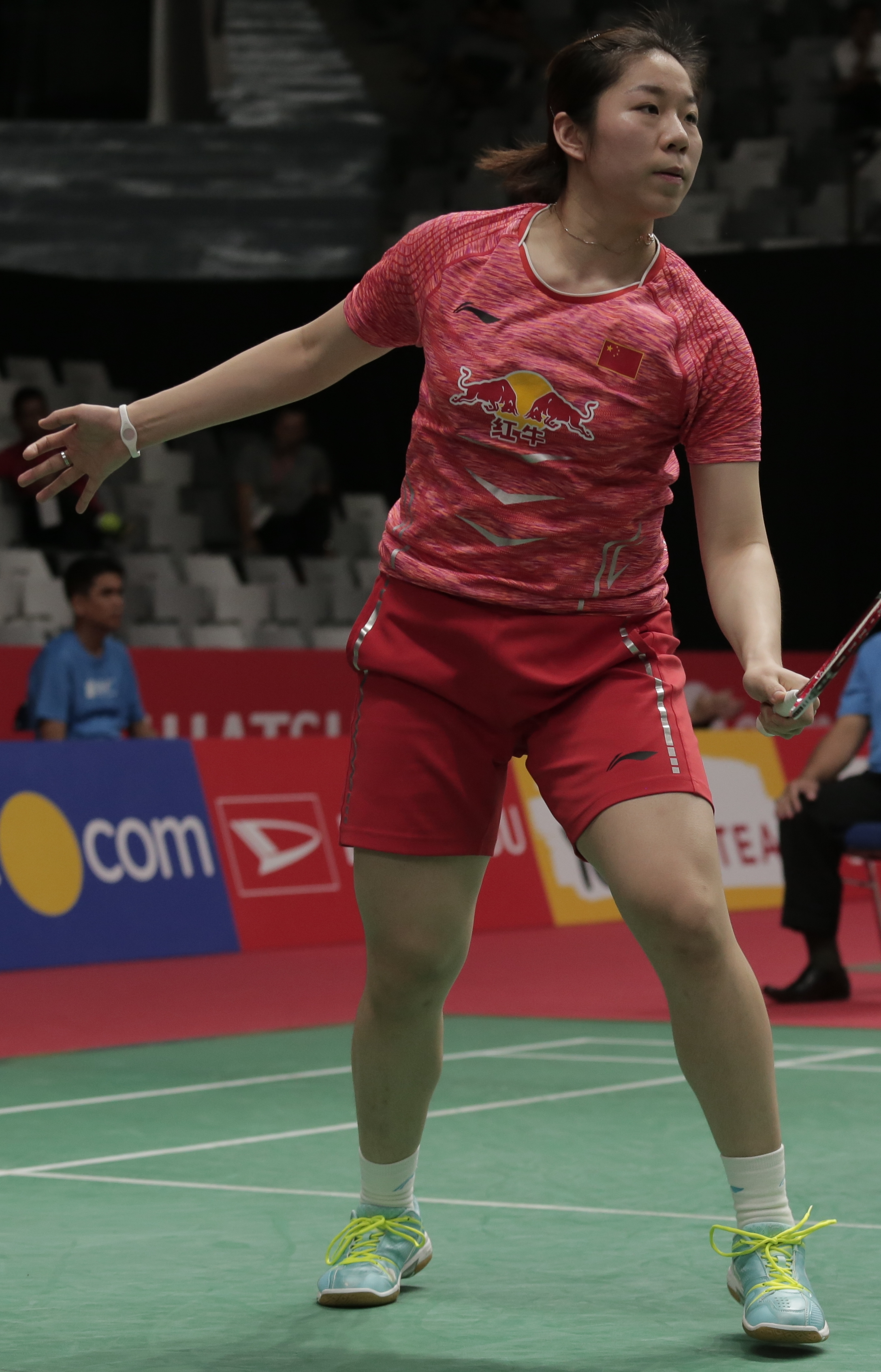
Jia Yifan, 2018

Jia Yifan (chinesisch 贾一凡, Pinyin Jiǎ Yīfán, * 29. Juni 1997 in Tianjin) ist eine chinesische Badmintonspielerin.

## Karriere
Jia Yifan startete 2013 bei den Badminton-Juniorenweltmeisterschaften und den Juniorenasienmeisterschaften. In Asien gewann sie dabei Gold im Damendoppel und mit dem Team, bei der WM Bronze in beiden Disziplinen. 2012 war sie in der chinesischen Superliga aktiv. Weitere Starts folgten beim China Masters 2013 und dem Indonesia Open Grand Prix Gold 2013. 2021 und 2022 wurde sie gemeinsam mit Chen Qingchen Weltmeisterin im Damendoppel. Bei den Olympischen Spielen 2024 in Paris gewann das Duo die Goldmedaille.